# Ride (Lied)
Ride (englisch für ‚Fahren‘) ist ein Lied der US-amerikanischen Popsängerin Lana Del Rey. Das Stück ist die zweite Singleauskopplung aus ihrer zweiten EP Paradise.

## Entstehung und Artwork
Geschrieben wurde das Lied von Lana Del Rey und Justin Parker. Produziert wurde die Single von Rick Rubin. Gemastert wurde die Single von Metropolis Mastering in London, unter der Leitung des Briten John Davis. Gemischt wurde das Lied von Punkerpad West, unter der Leitung von Andrew Scheps. Als Instrumentalisten wurden James Gadson am Schlagzeug, Jason Lader als Bassist, Zac Rae am Keyboard und Piano und Songa Lee und Kathleen Sloan zusammen an der Violine engagiert. Das Arrangement der Streichinstrumente übernahm Dan Heath. Als Tonmeister waren Jason Lader, Eric Lynn, Sean Oakley und Tucker Robinson tätig. Das Lied wurde unter den Musiklabels Interscope Records und Polydor veröffentlicht. Auf dem Cover der Maxi-Singles ist – neben der Aufschrift des Künstlers und des Liedtitels – Del Rey im Cowgirlstil verkleidet, vor dem Hintergrund einer Felslandschaft auf einem Reifen schaukelnd, zu sehen. Dabei handelt es sich um einen Screenshot aus dem dazugehörigen Musikvideo.

## Veröffentlichung und Promotion
Die Erstveröffentlichung der Single fand am 25. September 2012 im Vereinigten Königreich und den Vereinigten Staaten, als digitale Veröffentlichung, statt. In Deutschland und Österreich wurde die Single am 9. November 2012 veröffentlicht. Die Erstveröffentlichung der physischen Maxi-Single folgte zwei Monate später, im November 2012, in Großbritannien. Bislang ist die Single nur in Großbritannien als physischer Tonträger erhältlich. Zudem wurden regional viele verschiedene Remix-EPs und Vinylplatten, zu Promotion zwecken, veröffentlicht.
Liveauftritte von Ride im Hörfunk oder Rundfunk blieben in Deutschland, Österreich und der Schweiz bis heute aus. Sie spielte den Song nur auf ihren Konzerten live.
Remixversionen
- Ride (14th Remix)
- Ride (Active Child Remix)
- Ride (Echoes Remix)
- Ride (Eli Escobar Remix)
- Ride (Hugo Barritt Remix)
- Ride (Le Youth Remix)
- Ride (MJ Cole Vocal Remix)
- Ride (Photek Remix)
- Ride (S_O_H_N_ Remix)
- Ride (Special Request Remix)

## Inhalt
Der Liedtext zu Ride ist in englischen Sprache verfasst, auf Deutsch übersetzt heißt der Titel „Fahrt“. Die Musik wurde von Lana Del Rey, der Text zusammen von Del Rey und Justin Parker geschrieben beziehungsweise komponiert. Musikalisch bewegt sich das Lied im Bereich der Blue-Eyed-Soul- und Popmusik. Im Lied geht es um Alkoholkonsum, Einsamkeit und Probleme zu den Eltern.
| “I Hear the Birds on the Summer Breeze, I Drive Fast, I am Alone at Midnight. Been Tryin’ Hard Not to Get into Trouble, But I, I’ve Got a War in My Mind. So, I Just Ride, Just Ride, I Just Ride, I Just Ride.” – Refrain, Originalauszug | „Ich höre die Vögel in der Sommerbrise, ich fahre schnell, ich bin um Mitternacht ganz allein. Versuchte es zu sehr nicht in Schwierigkeiten zu geraten, aber ich, ich habe einen Krieg in meinem Kopf. Deswegen fahre ich einfach, fahre ich einfach. Ich fahre einfach, fahre einfach.“ – Refrain, Übersetzung |

## Musikvideo
Das Musikvideo beginnt mit Del Rey, die auf einem Reifen, vor dem Hintergrund einer Felslandschaft, schaukelt. Kurz darauf erzählt Del Rey: “I was in the winter of my life and the men I met along the road were my only summer” (deutsch: „Ich war im Winter meines Lebens und die Männer, die ich auf der Straße traf, waren mein einziger Sommer.“) Weiter berichtet sie, wie sie Zuflucht in Reisen fand, weil sie für lange Zeit, durch Tourneen, kein richtiges Zuhause hatte. Sie erzählt, dass ihrer Träume als Dichterin geplatzt seien und letztendlich sich die Türen für eine Karriere als Sängerin öffneten. Nach diesem Bekenntnis ist Del Rey zusammen mit einem Motorradkorso durch die Wüste fahrend zu sehen. In weiteren Szenen ist sie mit einer US-amerikanischen Flagge umhüllt. Als Indianerin verkleidet feiert sie mit der Bikergang eine Party am Lagerfeuer. Gegen Ende kommt es zu einer weiteren Erzählung Del Reys. Sie erklärt: “I am fucking crazy. But I am free” (deutsch: „Ich bin verdammt verrückt, aber ich bin frei.“) Das Video endet mit einem schnellen Zusammenschnitt der wichtigsten Szenen, gefolgt von der Eröffnungsszene.
Das Musikvideo zu Ride feierte am 10. Oktober 2012 im Aero Theatre in Santa Monica, vor 400 Zuschauern, seine Premiere. Weltweit feierte das Video am 12. Oktober 2012 auf Del Reys YouTube-Kanal seine Premiere. Die Gesamtlänge des Videos ist 10:08 Minuten. Regie führte Anthony Mandler. Bis Februar 2025 zählte das Video über 166 Millionen Aufrufe bei YouTube.

## Mitwirkende
| Liedproduktion - John Davis: Mastering - Lana Del Rey: Gesang, Komponist, Liedtexter - Dan Heath: Arrangement - James Gadson: Schlagzeug - Jason Lader: Bass, Tonmeister - Songa Lee: Violine - Eric Lynn: Co-Tonmeister - Sean Oakley: Co-Tonmeister - Justin Parker: Komponist - Zac Rae: Keyboard, Piano - Tucker Robinson: Tonmeister (Streichinstrumente) - Rick Rubin: Musikproduzent - Andrew Scheps: Abmischung - Kathleen Sloan: Violine Unternehmen - Interscope Records: Musiklabel - Metropolis Mastering: Mastering - Polydor: Musiklabel - Punkerpad West: Abmischung - Universal Music Publishing: Vertrieb | Musikvideo - Benji Bamps: Szenenbildner - Johnny Blue Eyes: Stylist - Steve Buchanan: Schauspieler - Pamela Cochrane: Schminke - Anna Cofone: Friseurin - Demetrie Cooley: Key Grip - Diamond Dave: Kameraassistent - Josh Davis: Oberbeleuchter - Lana Del Rey: Schauspielerin - Shawn Donohue: Schauspieler - Regina Fernandez: Art Coordinator - Brian Harlow: Schauspieler - Heather Heller: Filmproduzent - Josh Kurplus: Schauspieler - Kristin Loftin: Supervisor - Anthony Mandler: Regisseur - Keith Peterson: Schauspieler - Savannah: Co-Stylistin - Malik Sayeed: Kameramann - Ian Seeberg: Schauspieler - Scott the Wall: Schauspieler - Will Thomas: Schauspieler - Hassan Abdul Wahid: Kameraassistent |

## Rezensionen
MTV beschrieb Ride als einen „langsamen Brand“ und als „so weich und wohlig“ wie ihr Debüt. Eine zweite MTV-Rezension schrieb, dass sie über das singe, worin sie sich am besten auskenne: Alkoholsucht, Einsamkeit und einige Papa-Probleme. Dies alles ist wahrscheinlich eine Metapher für etwas, aber um ehrlich zu sein, wir versuchen immer noch herauszufinden was diese „Born to Die-Fabel“ meint. In einer dritten MTV-Rezension wurde Ride zum „Must Hear“ (Hören müssen) Lied der Woche gewählt. Des Weiteren sieht MTV Ähnlichkeiten zwischen Ride von Del Rey und Brandon Flowers Album Flamingo.
Tom Breihan von Stereogum sagte, dass Ride Del Rey zu der Stärke von Video Games und Blue Jeans zurückführe. Gleichzeitig steckt er sie in eine Adele-Crossover-Soul-Pop Ecke. Es sei wirklich schön und „es gäbe noch Hoffnung für diese Frau“.
Lucy Jones vom New Musical Express verglich Del Reys Rolle in Ride mit Blanche Dubois Rolle in Endstation Sehnsucht. Sie nennt es ein „neurasthenisches Wrack“. Weiter reflektiert sie einen Lolitakomplex, Del Reys Charakter verkümmert in Prostitution, in der Suche nach Sicherheit in anderen Menschen. Das Video sei durchgehend diskriminierend für Frauen. Del Rey spiegelt die Akzeptanz von jungen Frauen für verkauften Sex gegen ein Dach über den Kopf wider. Das könnte als eine Art Antifeminismus verstanden werden. Jones zieht auch einen Vergleich zwischen den Videos zu Ride und Born to Die. Insbesondere durch folgende wiederkehrende Szenen: knallrote Fingernägel, rote Converse, auf dem Kopf stehende Kruzifix Ohrringe, Flagge der Vereinigten Staaten, Tätowierungen und Waffen. Jones spekulierte, dass der Monolog nicht autobiografisch, sondern dass es ein Seitenhieb in Richtung ihrer Kritiker sei.

## Kommerzieller Erfolg

### Chartplatzierungen
Ride erreichte in Deutschland Position 44 der Singlecharts und konnte sich insgesamt vier Wochen in den Charts halten. In Österreich erreichte die Single in zwei Chartwochen Position 63, in der Schweiz in sieben Chartwochen Position 20 und im Vereinigten Königreich in ebenfalls zwei Chartwochen Position 32 der Charts. Für Lana Del Rey ist es sowohl als Interpretin sowie auch als Autorin der fünfte Charterfolg in Österreich und Großbritannien sowie der sechste in der Schweiz. In Deutschland ist Ride der fünfte Charterfolg Del Reys als Interpretin und der sechste als Autorin. Ride ist Del Reys fünfte Singleauskopplung in Folge, die sich gleichzeitig in den D-A-CH- und UK-Charts platzieren konnte.
| ChartsChartplatzierungen     | Höchstplatzierung | Wochen |
| ---------------------------- | ----------------- | ------ |
| Deutschland (GfK)            | 44 (4 Wo.)        | 4      |
| Österreich (Ö3)              | 63 (2 Wo.)        | 2      |
| Schweiz (IFPI)               | 20 (7 Wo.)        | 7      |
| Vereinigtes Königreich (OCC) | 32 (2 Wo.)        | 2      |

### Auszeichnungen für Musikverkäufe
Am 2. August 2024 erhielt Ride eine Goldene Schallplatte im Vereinigten Königreich. Bereits am 24. November 2021 erhielt der Titel Platin in den Vereinigten Staaten, obwohl sich das Lied nicht in den Billboard Hot 100 platzieren konnte. Die Single erhielt eine Goldene, sowie drei Platin-Schallplatte für über 1,5 Millionen verkaufte Einheiten.

| Land/Region                  | Auszeichnungen für Musikverkäufe (Land/Region, Auszeichnung, Verkäufe) | Verkäufe  |
| ---------------------------- | ---------------------------------------------------------------------- | --------- |
| Australien (ARIA)            | Platin                                                                 | 70.000    |
| Brasilien (PMB)              | Platin                                                                 | 60.000    |
| Vereinigte Staaten (RIAA)    | Platin                                                                 | 1.000.000 |
| Vereinigtes Königreich (BPI) | Gold                                                                   | 400.000   |
| Insgesamt                    | 1× Gold · 3× Platin ·                                                  | 1.530.000 |

Hauptartikel: Lana Del Rey/Auszeichnungen für Musikverkäufe